# Estadio Tamale
El Estadio Tamale es un estadio multiusos que se encuentra en la ciudad de Tamale en Ghana. Se usa para la práctica de fútbol y de atletismo. Fue inaugurado en 2008 y tiene una capacidad de 21 017 personas.

## Historia
Fue construido por una empresa china, Shanghái Construction Company Limited. Esa empresa ganó el concurso de construcción en 2005 y empezó las obras, sobre el antiguo estadio Kaladan Park, un año después. Los trabajos finalizaron en agosto de 2007 y tuvieron un coste de 38,5 millones de dólares. El estadio fue construido con los requisitos de la FIFA: césped, iluminación, asientos, gradas cubiertas, marcador electrónico, etc.
En este estadio se disputaron siete encuentros de la Copa Africana de Naciones 2008.

## Situación
El estadio se encuentra a 1 km al oeste del centro de la ciudad de Tamale (Ghana).